# Wugu

Situation du district dans Nouveau Taipei.

Wugu (chinois traditionnel : 五股區 ; pinyin : Wǔgǔ Qū), est un district de la ville de Nouveau Taipei, à Taïwan.

## Géographie
- Superficie : 34,86 km2
- Population : 74 766 habitants (2005)